# Transilien Paris-Nord
Transilien Paris-Nord è il nome commerciale dei servizi ferroviari Transilien gestiti da SNCF che partono dalla Gare du Nord. Si tratta di un servizio ferroviario suburbano nell'Île-de-France. Il servizio è a sua volta diviso in Transiline H e K.

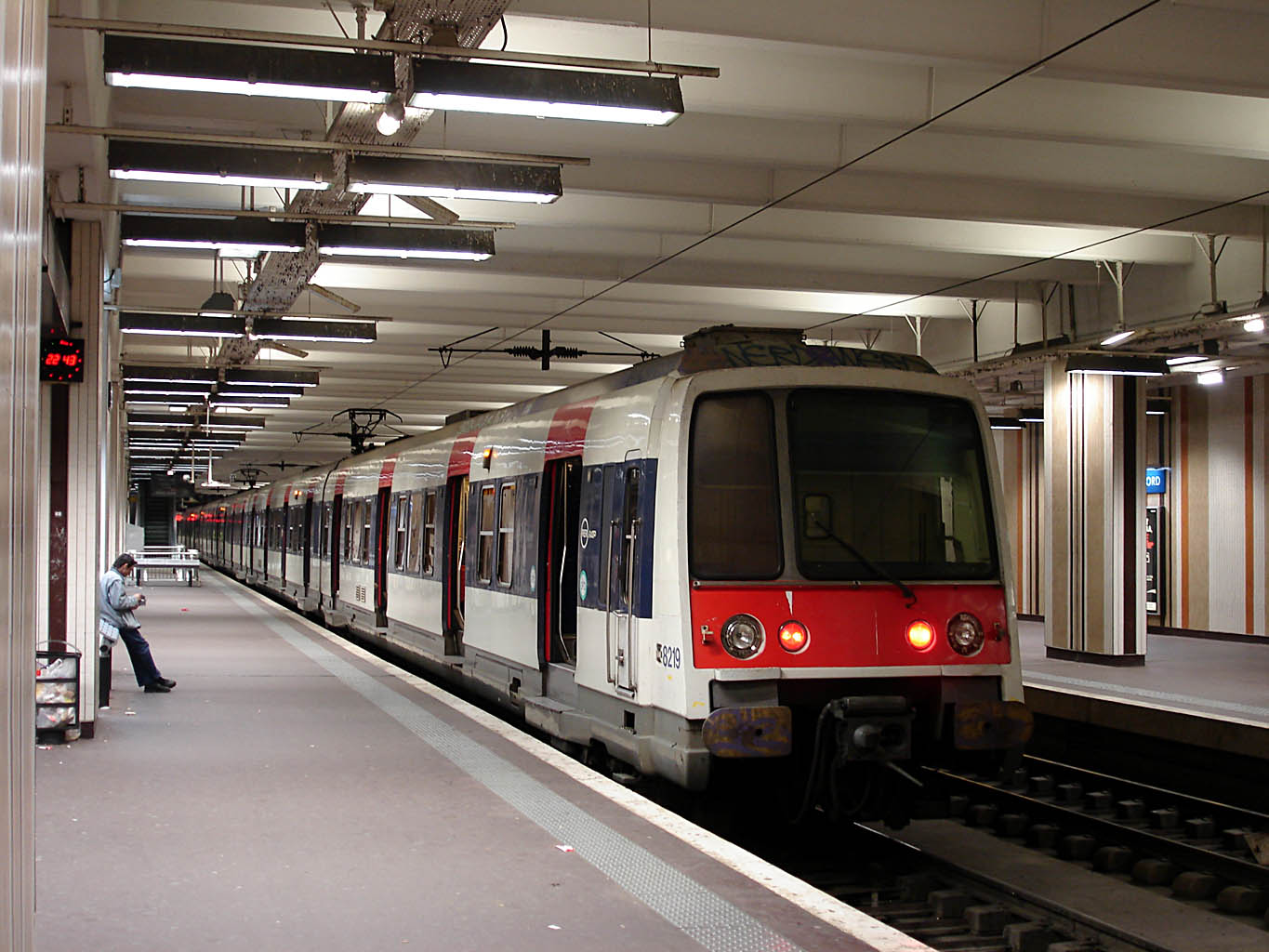
Gare du Nord

## Transilien H[1]
- Relazioni:
  - Paris Nord - Montsoult Maffliers- Luzarches
  - Paris Nord - Montsoult Maffliers - Persan Beaumont
  - Paris Nord - Valmondois- Persan Beaumont
  - Paris Nord - Pontoise et Pontoise-Creil
- 200.000 viaggiatori al giorno

## Transilien K[2]
- - relazione Paris-Nord — Crépy-en-Valois di 61 km
  - 10.230 viaggiatori al giorno